# Джумабаев, Алахун
Алаху́н Джумаба́ев (узб. Алохун Жумабоев; 16 февраля 1896 год, село Дехкан-кишлак, Ошский уезд, Ферганская область (Российская империя) — 1976 год, Кара-Суйский район, Ошская область) — хлопкороб, бригадир колхоза «Кызыл-Шарк» Кара-Суйского района Ошской области, Киргизская ССР. Герой Социалистического Труда (15.02.1951)

## Биография
Родился в 1896 году в селе Дехкан-кишлак Ошского уезда (ныне — Кара-Суйский район Ошской области) в крестьянской семье, по национальности узбек.
С ранних лет батрачил у баев. В период коллективизации одним из первых вступил в колхоз. Участвовал в Великой Отечественной войне, награждён медалями «За оборону Сталинграда», «За взятие Кёнигсберга». После демобилизации возвратился на родину, где в 1945 году возглавил хлопководческую бригаду колхоза «Кызыл-Шарк» Кара-Суйского района.
В 1950 году бригада Алахуна Джумабаева собрала 46,66 центнеров хлопка-сырца на участке площадью 50 гектаров. Указом Президиума Верховного Совета СССР от 20 марта 1951 года удостоен звания Героя Социалистического Труда с вручением ордена Ленина и золотой медали «Серп и Молот».
После выхода на персональную пенсию союзного значения проживал в родном селе, где скончался в 1976 году.

## Награды
- Герой Социалистического Труда (20.03.1951)
- Орден Ленина
- орден Трудового Красного Знамени
- Медаль «За оборону Сталинграда»
- Медаль «За взятие Кёнигсберга»